# Andrej Lopatov
Andrej Vjatsjeslavovitsj Lopatov (Russisch: Андрей Вячеславович Лопатов) (Inta, 12 maart 1957 – 16 februari 2022), was een basketbalspeler die speelde voor het nationale team van de Sovjet-Unie.

## Carrière
Lopatov begon zijn profcarrière bij CSKA Moskou in 1977. Met die club werd Lopatov tien keer landskampioen van de Sovjet-Unie in 1977, 1978, 1979, 1980, 1981, 1982, 1983, 1984, 1988 en 1990. In 1990 verhuisde hij naar Valence Condom GB in Frankrijk, waar hij één jaar bleef. Lopatov speelde jaren voor het nationale team van de Sovjet-Unie. Lopatov won brons op de Olympische Spelen in 1980. Ook won Lopatov goud op het Wereldkampioenschap in 1982, en zilver in 1978 en 1990. Lopatov won goud op het Europees Kampioenschap in 1979, 1981, 1985 en brons in 1983. In 1990 won Lopatov brons op de Goodwill Games. In 1984 won hij goud op de Vriendschapsspelen, en toernooi dat werd gehouden voor landen die de Olympische Spelen van 1984 boycotte. In 1990 stopte Lopatov met basketballen. Lopatov kreeg het Ereteken van de Sovjet-Unie in 1982. Ook kreeg hij de onderscheiding Meester in de sport van Rusland in 1981.
Zijn dochter Masha Lopatova is getrouwd met voormalig basketballer Andrej Kirilenko.
Lopatov overleed op 16 februari 2022.

## Erelijst
- Landskampioen Sovjet-Unie: 10
  - Winnaar: 1977, 1978, 1979, 1980, 1981, 1982, 1983, 1984, 1988, 1990
  - Tweede: 1985, 1986, 1987
  - Derde: 1989
- Olympische Spelen:
  - Brons: 1980
- Wereldkampioenschap: 1
  - Goud: 1982
  - Zilver: 1978, 1990
- Europees Kampioenschap: 3
  - Goud: 1979, 1981, 1985
  - Brons: 1983
- Goodwill Games:
  - Brons: 1990
- Vriendschapsspelen: 1
  - Goud: 1984